# El Adelantado
El Adelantado fue un periódico de periodicidad semanal fundado en la ciudad de Segovia en 1880 por Antonio Ochoa, siendo un claro ejemplo del periódico de intereses morales y materiales tan difundidos en la época, que además de tener información general realizaba opiniones y críticas sobre aspectos de la propia ciudad. En el aspecto político compartía la ideología liberal moderada de su fundador, en beneficio de la ciudad.
A la muerte de su fundador se hizo cargo de la publicación su hermano Rafael Ochoa, que la convirtió en una publicación política afín al Partido Liberal y al conde de Gamazo. Su preocupación sobre Segovia se centró en los ámbitos de la agricultura y ganadería. En 1901 su cabecera fue adquirida por Rufino Cano de Rueda, quien siguió publicándolo bajo el mismo nombre unos meses, y tras un intento fallido de anexión con el Diario de Avisos de Segovia, fue creado El Adelantado de Segovia. 